# ブラチスラヴァ - ヘジェシュハロム線
ブラチスラヴァ - ヘジェシュハロム線（スロバキア語: Železničná trať Bratislava – Hegyeshalom）は、スロバキア国鉄およびジェール・ショプロン・エーベンフルト鉄道の鉄道線の名称である。路線番号は、スロバキア国内が132、ハンガリー国内が1。ヘジェシュハロムで接続するハンガリー国鉄1号線と合わせて、ブラチスラヴァとジェールを結ぶ最短ルートを構成し、ブラチスラヴァ - ブダペスト間でもノヴェー・ザームキ経由とほぼ同じ所要時間で移動することが可能である。

## 歴史
1891年に開業した。近年は運行を休止していたが、2017年末に運行を再開した。

## 運行形態[2]
ライカ以南についてはハンガリー国鉄1号線を参照。

### 超特急「レギオジェット(RJ)」
- プラハ - ノヴェー・メスト - ヘジェシュハロム - スプリト　【夏季運行】
夏季限定で、一日1往復の運行。ノヴェー・メスト以北は110号線に、ヘジェシュハロム以南はハンガリー国鉄1号線に直通する。132号線内は、ノヴェー・メストにのみ停車する。
2021年に運行を開始した。当初はブラチスラヴァ本駅に停車していたが、2023年度以降はブラチスラヴァ・ノヴェー・メスト停車となった。

### 超特急「レイルジェットエクスプレス(rjx)」
- チューリヒ - ペトルジャルカ - ノヴェー・メスト - ブラチスラヴァ本駅
一日1往復の運行。ペトルジャルカ以西は137号線に、ノヴェー・メスト以東は131号線に直通する。
2018年末に運行を開始した。当初、ノヴェー・メストは北行のみ停車であったが、2021年末に上下とも停車となった。

### 超特急「インターシティ(IC)」
- ウィーン - ペトルジャルカ - ノヴェー・メスト - コシツェ
一日1往復の運行。ペトルジャルカ以西は137号線に、ノヴェー・メスト以東は132号線に直通する。
2018年末に運行を開始した。

### 特急「リーフリク(R)」
- ボイニツェ号：　ノヴェー・メスト - プリェヴィヅァ
一日6往復の運行。ブラチスラヴァ郊外駅以東は120号線に直通する。
2023年度より運行を開始した。

### 快速「レギオナルエクスプレス(REX)」
- セネツ → ノヴェー・メスト
平日のみ、一日2本の運行。ブラチスラヴァ郊外駅以東は130号線から直通する。
2023年度より運行を開始した。

### 普通
- ヘジェシュハロム - ペトルジャルカ
一日5往復（日曜日のみ一日4往復）の運行。日中6時間列車が運行されない時間帯があり、午後は2時間間隔での運行となる。うち4往復がヘジェシュハロムまで運行される。
2017年末に運行を開始した。2020年冬に限り、快速として運行していた。2020年春に運行休止され、夏以降は再び普通列車としての運行となった。

- ペトルジャルカ - ブラチスラヴァ郊外駅 - セネツ　【平日運行】
平日のみ、東行が一日4本、西行が一日2本の運行。ブラチスラヴァ郊外駅以東は130号線に直通する。
2018年6月に運行を開始した[3]。当初は毎時1本運行していたが、2023年度より、朝と午後のみ一日2-4往復の運行に縮小された。

- ノヴェー・メスト - ブラチスラヴァ郊外駅 - トルナヴァ　【平日運行】
平日のみ、朝と午後に限り毎時1本の運行。ブラチスラヴァ郊外駅以東は120号線に直通する。
2018年6月に運行を開始した[3]。当初はほぼ終日毎時1本運行していたが、2023年度より、日中の運行を取りやめた。

## 駅一覧
以下では、132号線の駅と営業キロ、停車列車、接続路線などを一覧表で示す。
| 路線名 | 駅名                               | 駅間営業キロ | 累計営業キロ        | 累計営業キロ             | 累計営業キロ                | rjx | IC | R  | REX | Os | 接続路線 | 所在地                           | 所在地                       |
| ------ | ---------------------------------- | ------------ | ------------------- | ------------------------ | --------------------------- | --- | -- | -- | --- | -- | --- | -------------------------------- | ---------------------------- |
| 1      | ヘジェシュハロム駅                 | 0.0          | ポルパーツから 92.2 | ヘジェシュハロムから 0.0 |                             |     |    |    |     | ■  | ハンガリー国鉄 1号線（ブダペスト方面）、16号線（チョルナ方面） オーストリア国鉄 700号線（ミュンヘン方面）                                                           | ジェール・モション・ショプロン県 | モションマジャローヴァール郡 |
| 1      | ベゼニェ駅                         | 10.1         | 102.3               | 10.1                     |                             |     |    |    |     | ■  | | ジェール・モション・ショプロン県 | モションマジャローヴァール郡 |
| 1      | ライカ駅                           | 2.5          | 104.8               | 12.6                     |                             |     |    |    |     | ■  | | ジェール・モション・ショプロン県 | モションマジャローヴァール郡 |
| 132    | ルソウツェ駅                       | 6.8          | 111.6               | 19.4                     |                             |     |    |    |     | ■  | | ブラチスラヴァ市                 | 5区                          |
| 132    | ブラチスラヴァ・ペトルジャルカ駅   | 10.5         | 122.1               | 29.9                     | ブラチスラヴァ本駅から 17.9 | ■   | ■  |    |     | ■  | 137号線（ウィーン方面） | ブラチスラヴァ市                 | 5区                          |
| 132    | ブラチスラヴァ中央貨物駅（休止中） |              |                     |                          | (11.5)                      | ｜  | ｜ |    |     | ｜ | | ブラチスラヴァ市                 | 2区                          |
| 132    | ブラチスラヴァ・ノヴェー・メスト駅 | 12.6         |                     | 42.5                     | 5.3                         | ■   | ■  | ■  | ■   | ■  | 131号線（コマールノ方面、ブラチスラヴァ本駅方面） | ブラチスラヴァ市                 | 3区                          |
| 132    | ブラチスラヴァ郊外駅               | 2.1          |                     | 44.6                     |                             |     |    | ｜ | ｜  | ■  | 120号線（ガランタ方面）、130号線（セネツ方面） ブラチスラヴァ・ヴィノフラディ駅から 120号線（ジリナ方面） 130号線（ノヴェー・ザームキ方面、ブラチスラヴァ本駅方面） | ブラチスラヴァ市                 | 3区                          |

## その他
- ヘジェシュハロムでブダペスト方面の特急と接続する列車が多く、これを利用するとブラチスラヴァ(ペトルジャルカ) - ブダペスト(東駅)間を概ね2時間半で移動することができる。これは、ブラチスラヴァ(本駅) - ブダペスト(西駅)間に運行されている直通列車と大きく変わらないため、ドナウ川右岸など出発・目的地によっては本路線を経由するのが最速ルートとなる。
- ハンガリー国鉄1号線にコマーロム駅があるが、ハンガリー・スロバキアの国境に近く、スロバキアのコマールノ市街への距離はコマールノ駅とあまり変わらない。コマーロム駅をコマールノの玄関駅の一つとして見ると、本路線はブラチスラヴァ - コマールノの最短ルートの一つを構成しているとも言える。ヘジェシュハロム・ジェール回りの本ルートは、所要時間が2時間未満で、132号線の快速とほぼ同じである。